# منزل شهرياري
منزل شهرياري (بالفارسية: خانه شهریاری) هو منزل تاريخي يعود إلى عصر القاجاريون، ويقع في مقاطعة بهشهر.